# Melenci
Melenci (cyr. Меленци) – wieś w Serbii, w Wojwodinie, w okręgu środkowobanackim, w mieście Zrenjanin. Leży w regionie Banat. W 2011 roku liczyła 5982 mieszkańców.